# Črnuče
Črnúče (na Črnučah) so predmestna četrt Ljubljane in sedež Četrtne skupnosti Črnuče in nekdanja vas 6 km po stari cesti iz Ljubljane proti Dunaju. Črnuče predstavljajo družbeno in upravno središče naselij na levem bregu Save. Kot širše pojmovanje se naziv Črnuče uporablja tudi za vsa nekdanja naselja v Četrtni skupnosti Črnuče (Črnuče, Dobrava pri Črnučah, Ježa, Nadgorica, Šentjakob in Podgorica).
V vaškem jedru stoji ob Črnušnjici župnišče in Slomškov dom. Streljaj stran pa tudi črnuška župnijska cerkev, katere zavetnika sta sveti Simon in Juda Tadej.

## Geografija
Črnuče ležijo na stičišču Ljubljanskega polja, Kamniškobistriškega polja ob vznožju gričevnatega sveta osamelcev Šmarne gore in Rašice, in sicer na levem bregu reke Save, severno od središča Ljubljane.
Vaško jedro naselja je nastalo na robu rečne terase (ježe) na severu Ljubljanskega polja ob vznožju gričev osamelca Rašice (Tabor, Lačenberg), kjer potok Črnušnjica priteče na prodnato nižino reke Save (Ljubljansko polje), mlajši predeli se širijo po ravnini vzdolž magistralne ceste (Ljubljana–Celje), najmlajši predeli pa v razgibani svet doline Črnušnjice (Sračje doline), ter na ravninski svet obrežja Save. 
V naselju so zgoščene javne ustanove: pošta, zdravstveni dom, trgovine, kulturni dom, vrtec, župnijski urad, osnovna ter glasbena šola, gasilski dom.
S središčem Ljubljane so povezane z mestnima avtobusnima linijamia št. 6 (najpogostejša linija LPP) in 8. Na Črnučah vozita tudi liniji št. 21D in 28, ki jih povezujeta z Domžalami in Gameljnami. Z železnico, ki ima tukaj postajo pa je povezana z glavnim kolodvorom v Ljubljani, Trzinom, Domžalami in Kamnikom.
Od 28. 3. 2025 je omejitev hitrosti na glavni cesti skozi Črnuče, Dunajski cesti, znižana s 50 km/h na 40 km/h.

## Zgodovina

### Arheološka preteklost
Prostor Črnuč je imel skozi celotno zgodovino strateško in prometno pomembnost. Na hribu Taboru nad naseljem je bilo že v starejši železni dobi gradišče in postojanka. Več prazgodovinskih ostankov so odkrili tudi v neposredni bližini Črnuč, na območju krajev Rašica in Gameljne, v novejših izkopavanjih pa tudi na območju Podgorice.
Rimljani so nedaleč od današnjega mosta čez Savo zgradili poštno postojanko Savus Fluvius ter lesen most, ki je bil del poti med Emono in Celeio. O mostu je leta 1901 v reviji Argo prvič poročal Alfons Müllner, arheologoma W. Schmidu in Karlu Picku pa gre zahvala, da je bil pred uničenjem rešen zadnji opornik mostu. V obrambo ceste in mostu so Rimljani tudi močno utrdili Tabor.

### Nastanek in ime Črnuč
Nastanek imena Črnuče do danes ni bil povsem raziskan. Jezikoslovec Fran Ramovš razlaga, da ime izvira iz slovanskega osebnega imena Črnut in svojilne pripone -io- (Črnutje, -če), ali pa iz kraja prebivanja, in sicer z okrajšano pripono -jane, -je (Črnut-jane, Črnut-je). Med domačini je oblikovanih še nekaj teorij. Najbolj priljubljeni sta: da ime izhaja iz besede za borovnice (črnice) in iz imena krajevnega potoka Črnušnjica.
Prva pisna omemba Črnuč (zapisano Zternůtss) sega v leto 1327, ko je ljubljanski meščan Frančišek Porger podaril svoji ženi dvajset kmetij, med drugim eno na Črnučah. Sicer pa sta bili sosednji naselji Podgorica in Nadgorica prvič pisno omenjeni leta 1260 in 1300.

### Ilirske province
Strateški položaj Tabora in prehoda čez Savo se je ponovno izkazal med časom koalicijskih vojn med Francijo in Avstrijo v času Ilirskih provinc. V luči pričakovanih spopadov je francoska vojska v letu 1813 zgradila utrdbe po širšem območju Tabora. Spopadi med avstrijskimi in francosko-italijanskimi silami so doživeli vrhunca v bitkah 8. septembra 1813 pri Trzinu ter od 25. do 29. septembra 1813 pri Črnučah (v literaturi se ju omenja kot bitke za črnuški most 'Pont de Tchernutz'). Imena hribov Straža, Tabor, Straški vrh, Stražni hrib in Lačenberg so v izročilu nastala kot posledica francoske navzočnosti. Ko so leta 1929 v Ljubljani postavili Napoleonov spomenik, so vanj vgradili prah iz groba francoskega vojaka, ki ga je med oranjem našel kmet v bližini Ježe.

### Obdobje NOB
Na območju Črnuč in Ježice je od leta 1934 delovala močna komunistična partijska celica, katere najbolj vidni člani so bili Maks Pečar, Janko Bizjak, Rezka Dragar, Franc Ravbar in Cene Štupar (vsi od naštetih razen slednjega so po vojni postali narodni heroji).
23. junija 1941 so odšli v gozdove med Rašico in Dobenom, kjer so se nekaj časa skrivali. 19. julija so skupaj s skupino komunistov iz Tacna in Šmartnega ustanovili Rašiško četo in 22. julija izvedli prvo akcijo. 
17.8.1941 se je Rašiška četa združila z Radomeljsko, Kamniško ter Mengeško-Moravško četo v Kamniški partizanski bataljon.
V boj z njimi so vpoklicali nemški policijski bataljon, ki je razbijal četo po četo, hkrati pa skušal z zastraševanjem in izselitvami od krajanov iztisniti podatke. 18.9.1941 je na Rašico prišla nemška komisija, ki so ji partizani ob vračanju v dolino pripravili zasedo. V zasedi so umrli vsi Nemci, nakar je 20.9.1941 sledilo veliko maščevanje. Vse krajane so deportirali, vas pa izropali ter 22.9.1941 požgali. Rašica je bila tako prva požgana vas na Slovenskem. 27. septembra so Nemci nadaljevali pogon za četo, jo okolili in dan zatem je bila razpuščena. Med vrnitvijo domov sta v zasedah padla komisar čete Maks Pečar in komandant Stane Kosec.
Veliko ljudi se je pred nemškim preganjanjem preselilo v italijansko Ljubljano oziroma Ljubljansko pokrajino.
Pod pritiski ponemčevanja so bile Črnuče sprva preimenovne v Tschernutsch, nato v Schwarzendorf (Črna vas). Nemška oblast je župnika pregnala, župnišče zaplenila ter uvedla nemški vrtec, mladino pa vključevala v Hitlerjugend. Izseljevanje zavednih družin se je nadaljevalo, v njihove hiše pa so naseljevali nemške družine. Nemčija je konec leta 1942 podelila državljanstvo in začela izvajati mobilizacijo. Tako je bilo na začetku leta 1943 veliko Črnučanov vpoklicanih tudi v nemško vojsko, drugi pa so se pred vpoklicom pridružili partizanskemu gibanju, med drugim veliko v Kamniško-Zasavski odred. V nemško vojsko je bilo mobiliziranih okrog sto ljudi (od 1136 prebivalcev po popisu iz 1930), od tega jih je 14 padlo, 6 ostalo pogrešanih, eden pa je ostal invalid.
Med vojno se je v širši okolici Črnuč zgodilo nekaj partizanskih usmrtitev domnevnih kolaborantov. Kljub temu se domobranstvo na Črnučah ni ukoreninilo.
Zanimivo je, da je nekaj črnuških žandarjev začelo simpatizirati z OF. Sklenili naj bi tudi dogovor, s katerim so žandarji preprečili delovanje domobrancev, ovirali delo Gestapa ter zalagali partizane z orožjem.
Ob bližajočem koncu vojne so se vrstili zavezniški in partizanski napadi na komunikacije, predvsem na vlake. Nemci so ob umiku načrtovali razstrelitev skladišča razstreliva v črnuški opekarni ter obeh mostov na Savi. To so skušali preprečiti aktivisti OF ter nemški žandarji. Kljub trudom je podtaknjeni eksploziv uničil železniški most.

### Nemško-Italijanska meja
Med drugo svetovno vojno je na Črnučah potekala meja med Ljubljansko provinco, ki je bila priključena Kraljevini Italiji, in Gorenjsko (Spodnjo koroško), pod okupacijo 3. rajha. 

### Upravna zgodovina
Do razvoja občin v današnjem pomenu, to je do leta 1850, so pristojnosti uprave, kot jo razumemo danes, izvajale graščine v okviru patrimonalnega sodstva ter skozi cerkveno upravno strukturo. Če so bile cerkveno Črnuče del mengeške pražupnije do leta 1764, ko je bil ustanovljen vikariat Črnuče, so bili po drugi strani prebivalci podložni več kot 16 graščinam oz. cerkvenim ustanovam (največ prebivalstva je bilo podložno samostanu Mekinje). Konec 18. stoletja je novo vlogo v upravi prevzela graščina Jable, kar je ostalo živo v spominu Črnučanov do 20. stoletja. V času ilirskih provinc je bila na Črnučah sedež velike mairije (občine), ki so jo po odhodu Francozov ukinili.
Leta 1825 je bila oblikovana katastrska občina Črnuče. Leta 1850 je bila ustanovljena tudi občina Črnuče, ki pa ji nista pripadali območji Šentjakoba in Podgorice (spadali sta v občino Dol).
Leta 1933 so bile Črnuče priključene občini Ježica, ki je spadala v srez Ljubljana-okolica. Leta 1936 so iz občine Dol izločili severna naselja in ustanovili občino Podgorica.
Med okupacijo 1941-1945 je bilo območje Črnuč priključeno Nemčiji in ustanovljena občina Gemeinde Tschernutsch.
V letih med 1945 in 1952 so imela naselja Črnuče, Podgorica in Dragomelj precejšnjo samoupravo znotraj krajevnih ljudskih odborov v okviru okraja Ljubljana-okolica.
Leta 1952 je bila ustanovljena občina Črnuče, ki so ji pripadali kraji od Tacna do Nadgorice. Kraja Šentjakob in Podgorica pa sta ponovno spadala v občino Dolsko.
Leta 1955 sta bili občini Črnuče in Dolsko združeni v občino Ljubljana - Črnuče. Ta občina je zajemala tudi Dragomelj, Pšato in del Zadobrove, odvzeta pa sta ji bili Rašica in Gameljne.
Leta 1961 sta se združili občini Ljubljana-Bežigrad in Črnuče. Pri tem sta naselji Dragomelj in Pšata prešli pod občino Domžale. Ustanovljena je bila Stanovanjska skupnost Črnuče, ki se je kasneje preimenovala v Krajevno skupnost Črnuče, od te pa se je leta 1965 odcepila Krajevna skupnost Šentjakob - Podgorica.
Leta 1980 so bile ustanovljene nove krajevne skupnosti Črnuče - Gmajna, Franc Ravbar - Črnuče, Rezka Dragar - Črnuče in Nadgorica - Ježa.
Leta 1995 je bila ustanovljena Mestna občina Ljubljana.
Konec leta 1998 so bile ukinjene krajevne skupnosti in leta 2001 je bila ustanovljena Četrtna skupnost Črnuče. Znotraj nje so bile oblikovane nove prostorske in volilne enote: Črnuče - Gmajna, Spodnje Črnuče, Franc Ravbar, Nadgorica - Ježa in Šentjakob -Podgorica.

## Predeli Črnuč
Črnuče se tradicionalno delijo na več predelov, kar je posledica spajanja osrednjega naselitvenega jedra (ki ga danes predstavljajo Stare Črnuče) z bližnjimi vasicami oziroma zaselki. 

### Podboršt
Podboršt, v Podbôrštu, podbôrški, Podbôrščani, predstavlja vzhodni predel Črnuč, ki leži na sončnem pobočju hriba Kob (tudi Visoki hrib) in je nastal iz manjšega kmečkega zaselka pod gozdnim obronkom (odtod ime). Tu se začne gozdnato gričevnato sleme, ki se preko Dobena in Rašice vleče vse do Mengša.

Naselje se je po šestdesetih letih širilo z individualnimi gradnjami, v zadnjem obdobju pa zaključilo z vrstnimi hišami.
Iz Podboršta vodi sprehajalna pot proti Rašici in kolesarska pot proti Trzinu. Pod Podborštom je dolgo časa delovala opekarna z glinokopom, ter nekaj delavnic. Tukaj je zdaj trgovski center.

### Spodnje Črnuče
Starejši del Spodnjih Črnuč leži jugozahodno od središča Črnuč in ga sestavljajo družinske hiše z vrtovi. Ostali del tvorijo stanovanjski bloki ter vrstne hiše. Tu je še nekaj trgovin in vrtec. Na vzhod se ob železnici proti Ježi širi industrijsko obrtni predel, na južnem delu pa leži čistilna naprava, ki pred spustom v Savo očiščuje odplake s Črnuč. V okolici so kakovostna polja in redek gozd, ob Savi pa je nastalo vrtičkarsko naselje.

### Gmajna
Gmajna (tudi Črnuška Gmajna), na Gmájni, gmájnarski, Gmájnarji, leži severno od Starih Črnuč v precej močvirnati dolini Črnušnjice in dolinah njenih pritokov, obkrožajo pa jo gozdnata Straža, Tabor in Lačenberg v zahodni verigi gričev in Hrastovec v vzhodni verigi gričev nad dolino Črnušnjice (imena so iz časa Ilirskih provinc, ko so se bojevali Francozi in Avstrijci). Na vzhodnem delu jo s Podborštom meji območje zdaj opuščenega glinokopa, kjer leži jezerce Bajer. Dolino po sredini prečka Črnušnjica, ki se v svoji poglobljeni strugi, skoraj kanjonu pretaka proti Savi. Potok s svojimi zavoji in rastlinstvom predstavljajo pomemben zeleni pas v Gmajni in je zavarovan pred pozidavo.

Naselje se je razvilo iz raztresene vasi z nekaj kmetijami okoli nekdanjih vaških travnikov in pašnikov, na katerih se je večinoma zidalo po drugi svetovni vojni. Večina hiš je družinskih, v središču pa je na mestu nekdanjega močvirja nastalo blokovsko naselje. V zaključnem času pozidav je izstopala gradnja vrstnih hiš ter družinskih vil. Na severnem predelu Gmajne, ki se nadaljuje v rekreacijsko območje Sračje doline, je drevesnica, blizu pa objekt s trgovinicami in lokali.

Na Gmajni je še vrtec. Tu živi večina prebivalstva območja, predvsem zaradi stanovanjskih blokov, katere so zgradili v osemdesetih letih.

### Dobrava pri Črnučah
Dobrava, na Dobravi, dobravski, Dobravčani, manjše razloženo naselje nekaj hiš in kmetij severovzhodno od Podboršta, ki leži med vznožjema Koba in Špruhe, na vršaju potoka Dobravščica. Pod naseljem teče na močvirnati ravnici železnica, skozi kraj pa glavna cesta proti Trzinu in Celju. Nad cesto leži ob Dobravščici ozka dolina, preko katere poteka koridor daljnovodov.